# Тирит
Тирит — композитный полупроводниковый материал на основе карбида кремния SiC, имеющий нелинейную  вольт-амперную характеристику.

## Свойства
Основа многих нелинейных сопротивлений — варисторов — карбид кремния. Его размалывают в порошок с размером гранул от 40 до 300 мкм. Главный параметр порошка карбида кремния как полупроводникового материала — вольт-амперная характеристика — крайне нестабильна и зависит от помола, степени сжатия, тряски и т. д. Для стабилизации свойств порошка применяют различные связующие. Если в качестве связующего для карбида кремния используют глину, то такой материал и называется тирит.

## Изготовление
Для изготовления тирита используется смесь из 75 % мелкоизмельчённого карбида кремния и глины, которую закладывают в форму, спрессовывают и спекают при температуре 1270 С°. При использовании в качестве связующего жидкого стекла получится полупроводниковый материал вилит. Далее производится металлизация боковых поверхностей изделия и пайка к ним выводов, установка элемента в герметичный корпус (поскольку свойства тирита сильно зависят от влажности окружающей среды). Для установок на большее напряжение тиритовые элементы соединяются последовательно и заключаются в единый корпус.

## Применение
Благодаря наличию нелинейной вольт-амперной характеристики (ВАХ) с насыщением по напряжению (практически неизменное падение напряжения на тиритовом элементе при варьировании тока, протекающего  через него в определённых пределах) — тирит используется в нелинейных полупроводниковых элементах — варисторах и вентильных разрядниках для ограничения нежелательных всплесков напряжений в электрических сетях и радиэлектронной аппаратуре.